# Македоній II
Македо́ній II (грец. Μακεδόνιος Β΄; ? — 517, Чанкири) — Патріарх Константинопольський (495–511). Обраний на Патріарха після Євфимія Константинопольського.

## Біографія
Був варварського (припускають — скіфського) походження. Скликав церковний собор, в якому він підтвердив у письмовому вигляді рішення Халкідонського собору.
507 р. Ілля II Єрусалимський, Патріарх Єрусалиму, що не визнавав раніше усунення Євфимія, підтвердив спілкуванні з Македонієм.
Імператор Анастасій використовував всі засоби, щоб зобов'язати Македонія виступити проти Халкідонського собору, але ні підкуп, ні загрози на патріарха не діяли. Влада навіть найняла вбивцю, щоб позбавити його життя. Патріарху вдалось уникнути замаху. Народ Константинополя підтримував Халкідонський собор, й виникла загроза заколоту проти імператора. Імператор, для запобігання несприятливих наслідків, наказав префект міста слідувати за кліром і відвідувати збори церкви.
У 510 р. Анастасій зробив нове зусилля, щоб зібрати собор на підтримку монофізитів. Македоній на це заявив, що не має права скликати Вселенські собори, на якому мав головувати єпископ Риму. Щоб зберегти православну віру церкви і авторитет Халкідонського собору, ченці й духовенство, а також громадяни виходили на процесії, й протестували так інтенсивно, що імператор був вимушений замкнувся у своєму палаці. Він послав до Македонія, просячи його приїхати і поговорити з ним. Македоній пішов і докоряв його в переслідуваннях церкви. Анастасій заявив про свою готовність до поступитися.
Македоній наполягав, що він не знає іншого Символу віри, ніж прийнятий Святими Отцями в Нікеї і Константинополі, і дорікав імператору, що той зрадив анафемі Несторія і Євтіхій і тих, визнав їх єресі. Проте, імперська влада звинуватила Македонія за надуманими звинуваченнями й заарештували його вночі і доставлений в Халкідон, звідки заслала патріарха до Понту, місця вигнання його попередника.
У 515 р. Папа Гормізда працював на востановленні Македонія, якого він вважав несправедливо поваленим. Це була умова в договорі про мир між повстанськими військами генерала Віталіяна, родича Македонія, та імператором Анастасієм, що патріарх і всі повалені єпископи повинні бути відновлені в своїх кафедрах. Але Анастасій не дотримав своїх обіцянок, і Македоній помер у вигнанні.
Помер бл. 517 року, в Gangra, де він перебував, побоюючись гунів, які спустошили всю Каппадокію, Галатію і Понт.